# Kachess (rivière)
La Kachess est une rivière des États-Unis d'une longueur de 8,4 km qui coule dans l’État de Washington. Elle est un affluent de la Yakima dans le bassin du Columbia.

## Source de la traduction
- (en) Cet article est partiellement ou en totalité issu de l’article de Wikipédia en anglais intitulé « Kachess River » (voir la liste des auteurs).